# Seznam nejvyšších hor
Tato stránka obsahuje seznam 50 nejvyšších hor na Zemi seřazený podle nadmořské výšky. Přesněji řečeno jde o seznam nejvýše položených vrcholů – nadmořská výška je jediným kritériem. Hory označené písmenem V mají prominenci nižší než 500 m a nejsou proto považovány za samostatné hory, pouze za vedlejší vrcholy.
Všech 50 (a dalších více než sto) nejvyšších vrcholů Země se nachází v jediném velehorském uzlu ve střední až jižní Asii, v pohořích Himálaj, Karákóram, Hindúkuš nebo Pamír. Nejvyšší hora mimo tuto oblast, Aconcagua v Jižní Americe, je až na 189. místě.
| Pořadí | Název                 | Výška (m) | Prominence | Pohoří     | Území                 | Souřadnice                        | První výstup      | Poznámka                                         |
| ------ | --------------------- | --------- | ---------- | ---------- | --------------------- | --------------------------------- | ----------------- | ------------------------------------------------ |
| 1      | Mount Everest         | 8849      | 8849       | Himálaj    | Nepál / Čína (Tibet)  | 27°59′17″ s. š., 86°55′31″ v. d.  | 29. května 1953   | nejvyšší vrchol světa                            |
| 2      | K2                    | 8611      | 4017       | Karákóram  | Pákistán / Čína       | 35°52′57″ s. š., 76°30′48″ v. d.  | 31. července 1954 | nejvyšší hora Pákistánu a Karákóramu             |
| 3      | Kančendženga          | 8586      | 3992       | Himálaj    | Nepál / Indie         | 27°42′09″ s. š., 88°08′49″ v. d.  | 25. května 1955   | nejvyšší hora Indie                              |
| 4      | Lhoce                 | 8516      | 0610       | Himálaj    | Nepál / Čína (Tibet)  | 27°57′42″ s. š., 86°55′59″ v. d.  | 18. května 1956   |                                                  |
| 5      | Makalu                | 8485      | 2386       | Himálaj    | Nepál / Čína (Tibet)  | 27°53′21″ s. š., 87°05′19″ v. d.  | 15. května 1955   |                                                  |
| 6      | Čo Oju                | 8188      | 2340       | Himálaj    | Nepál / Čína (Tibet)  | 28°05′39″ s. š., 86°39′39″ v. d.  | 19. října 1954    |                                                  |
| 7      | Dhaulágirí            | 8167      | 3357       | Himálaj    | Nepál                 | 28°41′45″ s. š., 83°29′36″ v. d.  | 13. května 1960   |                                                  |
| 8      | Manáslu               | 8163      | 3092       | Himálaj    | Nepál                 | 28°32′58″ s. š., 84°33′39″ v. d.  | 9. května 1956    |                                                  |
| 9      | Nanga Parbat          | 8125      | 4608       | Himálaj    | Pákistán              | 35°14′18″ s. š., 74°35′22″ v. d.  | 3. července 1953  |                                                  |
| 10     | Annapurna             | 8091      | 2984       | Himálaj    | Nepál                 | 28°35′43″ s. š., 83°49′11″ v. d.  | 3. června 1950    | první zlezená osmitisícovka                      |
| 11     | Gašerbrum I           | 8068      | 2155       | Karákóram  | Čína / Pákistán       | 35°43′27″ s. š., 76°41′44″ v. d.  | 5. července 1958  |                                                  |
| 12     | Broad Peak            | 8047      | 1701       | Karákóram  | Čína / Pákistán       | 35°48′38″ s. š., 76°34′05″ v. d.  | 9. června 1957    |                                                  |
| 13     | Gašerbrum II          | 8035      | 1523       | Karákóram  | Čína / Pákistán       | 35°45′27″ s. š., 76°39′11″ v. d.  | 8. července 1956  |                                                  |
| 14     | Šiša Pangma           | 8027      | 2897       | Himálaj    | Čína (Tibet)          | 28°21′12″ s. š., 85°46′43″ v. d.  | 2. května 1964    |                                                  |
| 15     | Gjačung Kang          | 7952      | 0700       | Himálaj    | Nepál / Čína (Tibet)  | 28°05′52″ s. š., 86°44′47″ v. d.  | 10. dubna 1964    |                                                  |
| V      | Gašerbrum III         | 7946      | 0355       | Karákóram  | Pákistán / Kašmír     | 35°45′34″ s. š., 76°38′31″ v. d.  | 11. srpna 1975    |                                                  |
| 16     | Annapurna II          | 7937      | 2437       | Himálaj    | Nepál                 | 28°32′03″ s. š., 84°07′20″ v. d.  | 17. května 1960   |                                                  |
| 17     | Gašerbrum IV          | 7932      | 0715       | Karákóram  | Pákistán / Kašmír     | 35°45′33″ s. š., 76°36′57″ v. d.  | 6. srpna 1958     |                                                  |
| 18     | Himalčuli             | 7893      | 1633       | Himálaj    | Nepál                 | 28°26′07″ s. š., 84°38′24″ v. d.  | 24. května 1960   |                                                  |
| 19     | Distaghil Sar         | 7884      | 2525       | Karákóram  | Pákistán / Kašmír     | 36°19′33″ s. š., 75°11′18″ v. d.  | 9. června 1960    |                                                  |
| 20     | Ngadi Čuli            | 7871      | 1020       | Himálaj    | Nepál                 | 28°30′12″ s. š., 84°34′03″ v. d.  | 19. října 1970    |                                                  |
| 21     | Nupce                 | 7864      | 0319       | Himálaj    | Nepál                 | 27°58′02″ s. š., 86°53′10″ v. d.  | 16. května 1961   |                                                  |
| 22     | Kunjang Kiš           | 7823      | 1765       | Karákóram  | Pákistán / Kašmír     | 36°12′19″ s. š., 75°12′28″ v. d.  | 26. srpna 1971    |                                                  |
| 23     | Mašerbrum             | 7821      | 2457       | Karákóram  | Pákistán / Kašmír     | 35°38′28″ s. š., 76°18′21″ v. d.  | 6. července 1960  |                                                  |
| 24     | Nandá Déví            | 7816      | 3139       | Himálaj    | Indie                 | 30°22′36″ s. š., 79°58′15″ v. d.  | 29. srpna 1936    |                                                  |
| 25     | Čomo Lonzo            | 7804      | 0590       | Himálaj    | Čína (Tibet)          | 27°55′48″ s. š., 87°06′29″ v. d.  | 30. října 1954    |                                                  |
| 26     | Batura Sar            | 7795      | 3118       | Karákóram  | Pákistán / Kašmír     | 36°30′36″ s. š., 74°31′27″ v. d.  | 30. června 1976   |                                                  |
| 26     | Kandžut Sar           | 7760      | 1690       | Karákóram  | Pákistán / Kašmír     | 36°12′18″ s. š., 75°25′04″ v. d.  | 19. července 1959 |                                                  |
| 27     | Rakapoši              | 7788      | 2818       | Karákóram  | Pákistán / Kašmír     | 36°08′33″ s. š., 74°29′21″ v. d.  | 25. června 1958   |                                                  |
| 28     | Namčhe Barwa          | 7782      | 4106       | Himálaj    | Čína (Tibet)          | 29°37′50″ s. š., 95°03′19″ v. d.  | 30. října 1992    |                                                  |
| 29     | Kamet                 | 7756      | 2825       | Himálaj    | Indie                 | 30°55′12″ s. š., 79°35′30″ v. d.  | 21. června 1931   |                                                  |
| 30     | Dhaulágirí II         | 7751      | 2396       | Himálaj    | Nepál                 | 28°45′46″ s. š., 83°23′14″ v. d.  | 18. května 1971   |                                                  |
| 31     | Saltoro Kangri        | 7742      | 2160       | Karákóram  | Indie / (Kašmír)      | 35°23′57″ s. š., 76°50′51″ v. d.  | 24. července 1962 |                                                  |
| 32     | Jannu                 | 7711      | 1036       | Himálaj    | Nepál                 | 27°40′54″ s. š., 88°02′36″ v. d.  | 29. dubna 1962    |                                                  |
| 33     | Tirič Mír             | 7708      | 3910       | Hindúkuš   | Pákistán              | 36°15′19″ s. š., 71°50′30″ v. d.  | 22. července 1950 | nejvyšší hora Hindúkuše                          |
| V      | Pchola Gangčhen       | 7703      | 0430       | Himálaj    | Čína (Tibet)          | 28°21′17″ s. š., 85°48′39″ v. d.  | 1981              |                                                  |
| 34     | Gurla Mandhata        | 7694      | 2788       | Himálaj    | Čína (Tibet)          | 30°26′17″ s. š., 81°17′53″ v. d.  | 26. května 1985   |                                                  |
| 35     | Saser Kangri I        | 7672      | 2304       | Karákóram  | Indie / (Kašmír)      | 34°52′00″ s. š., 77°45′09″ v. d.  | 5. června 1973    |                                                  |
| 36     | Čogolisa              | 7665      | 1624       | Karákóram  | Pákistán              | 35°36′42″ s. š., 76°34′18″ v. d.  | 2. srpna 1975     |                                                  |
| V      | Dhaulágirí IV         | 7661      | 0469       | Himálaj    | Nepál                 | 28°44′09″ s. š., 83°18′55″ v. d.  | 9. května 1975    |                                                  |
| 37     | Kongur Tagh           | 7649      | 3585       | Pamír      | Čína                  | 38°35′36″ s. š., 75°18′48″ v. d.  | 12. července 1981 | nejvyšší hora Pamíru                             |
| V      | Dhaulágirí V          | 7618      | 0340       | Himálaj    | Nepál                 | 28°44′02″ s. š., 83°21′41″ v. d.  | 1975              |                                                  |
| 38     | Šispare               | 7611      | 1240       | Karákóram  | Pákistán / (Kašmír)   | 36°26′26″ s. š., 74°40′51″ v. d.  | 21. července 1974 |                                                  |
| 39     | Trivor                | 7577      | 0980       | Karákóram  | Pákistán / (Kašmír)   | 36°17′15″ s. š., 75°05′10″ v. d.  | 17. srpna 1960    |                                                  |
| 40     | Gangkhar Puensum      | 7570      | 2995       | Himálaj    | Čína (Tibet) / Bhútán | 28°02′48″ s. š., 90°27′21″ v. d.  | nezdolána         | nejvyšší hora Bhútánu, nejvyšší nezlezená hora   |
| 41     | Miňa Gangkar          | 7556      | 3642       | Ta-süe-šan | Čína                  | 29°35′43″ s. š., 101°52′47″ v. d. | 28. října 1932    |                                                  |
| 42     | Annapurna III         | 7555      | 0703       | Himálaj    | Nepál                 | 28°35′05″ s. š., 83°59′28″ v. d.  | 6. května 1961    |                                                  |
| 43     | Muztag Ata            | 7546      | 2735       | Pamír      | Čína                  | 38°16′42″ s. š., 75°06′57″ v. d.  | 1956              |                                                  |
| 44     | Skjang Kangri         | 7545      | 1085       | Karákóram  | Pákistán / Čína       | 35°55′35″ s. š., 76°34′03″ v. d.  | 11. srpna 1976    |                                                  |
| 45     | Čangce                | 7543      | 0520       | Himálaj    | Čína (Tibet)          | 28°01′29″ s. š., 86°54′31″ v. d.  | 3. října 1982     |                                                  |
| 46     | Kula Kangri           | 7538      | 1650       | Himálaj    | Čína (Tibet) / Bhútán | 28°13′34″ s. š., 90°36′54″ v. d.  | 21. dubna 1986    |                                                  |
| 47     | Kongur Jiubie         | 7530      | 0840       | Pamír      | Čína                  | 38°36′59″ s. š., 75°11′55″ v. d.  | 1956              |                                                  |
| 48     | Mamostong Kangri      | 7516      | 1803       | Karákóram  | Indie (Kašmír)        | 35°08′27″ s. š., 77°34′39″ v. d.  | 13. září 1984     |                                                  |
| 49     | Saser Kangri II       | 7513      | 1450       | Karákóram  | Indie (Kašmír)        | 34°48′15″ s. š., 77°48′18″ v. d.  | 24. srpna 2011    |                                                  |
| 50     | Qullai Ismoili Somoni | 7495      | 3402       | Pamír      | Tádžikistán           | 38°56′32″ s. š., 77°48′18″ v. d.  | 3. září 1933      | nejvyšší hora Tádžikistánu, dříve Pik Kommunizma |

## Galerie

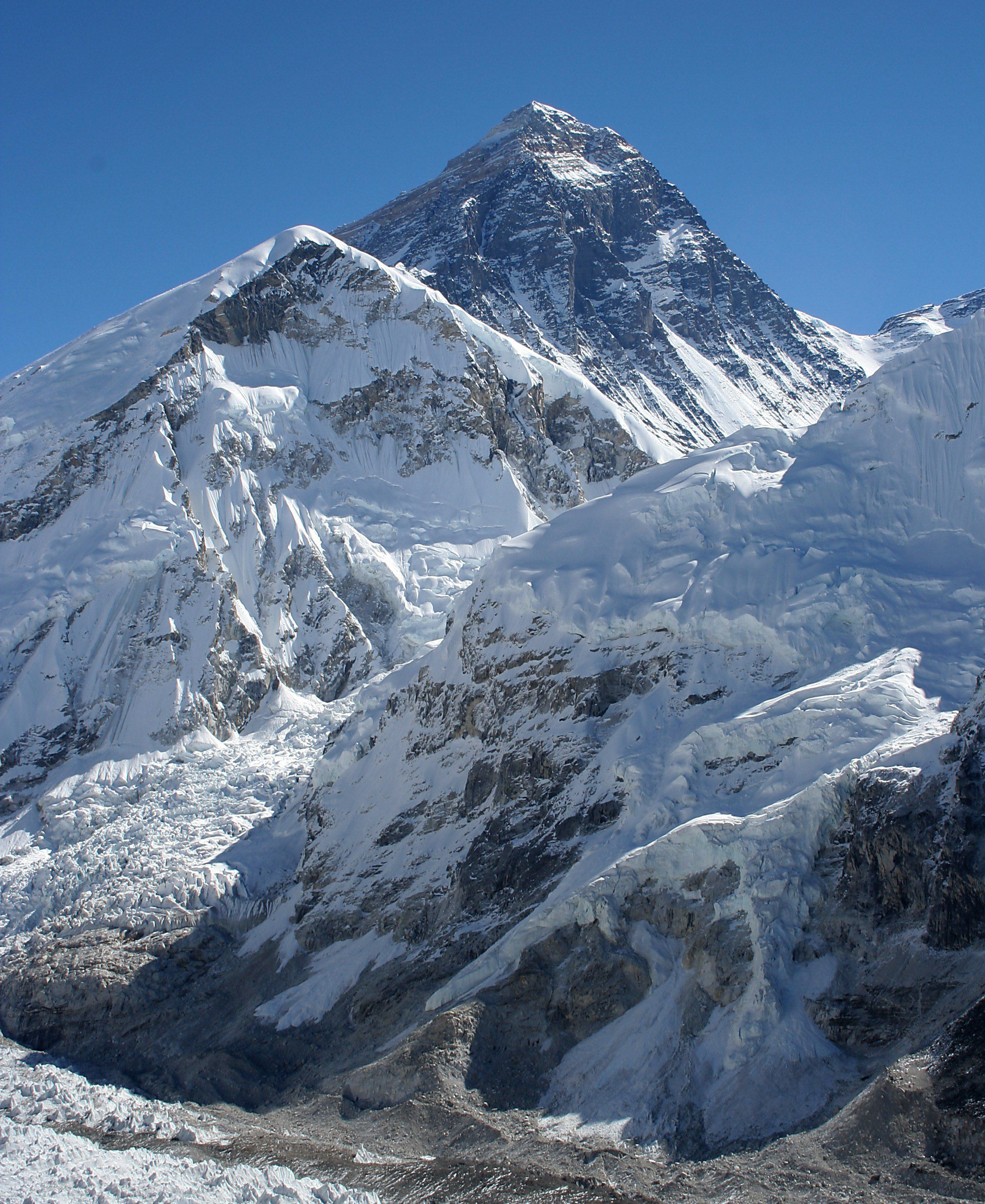
1. Mount Everest, nejvyšší hora světa (Himálaj)
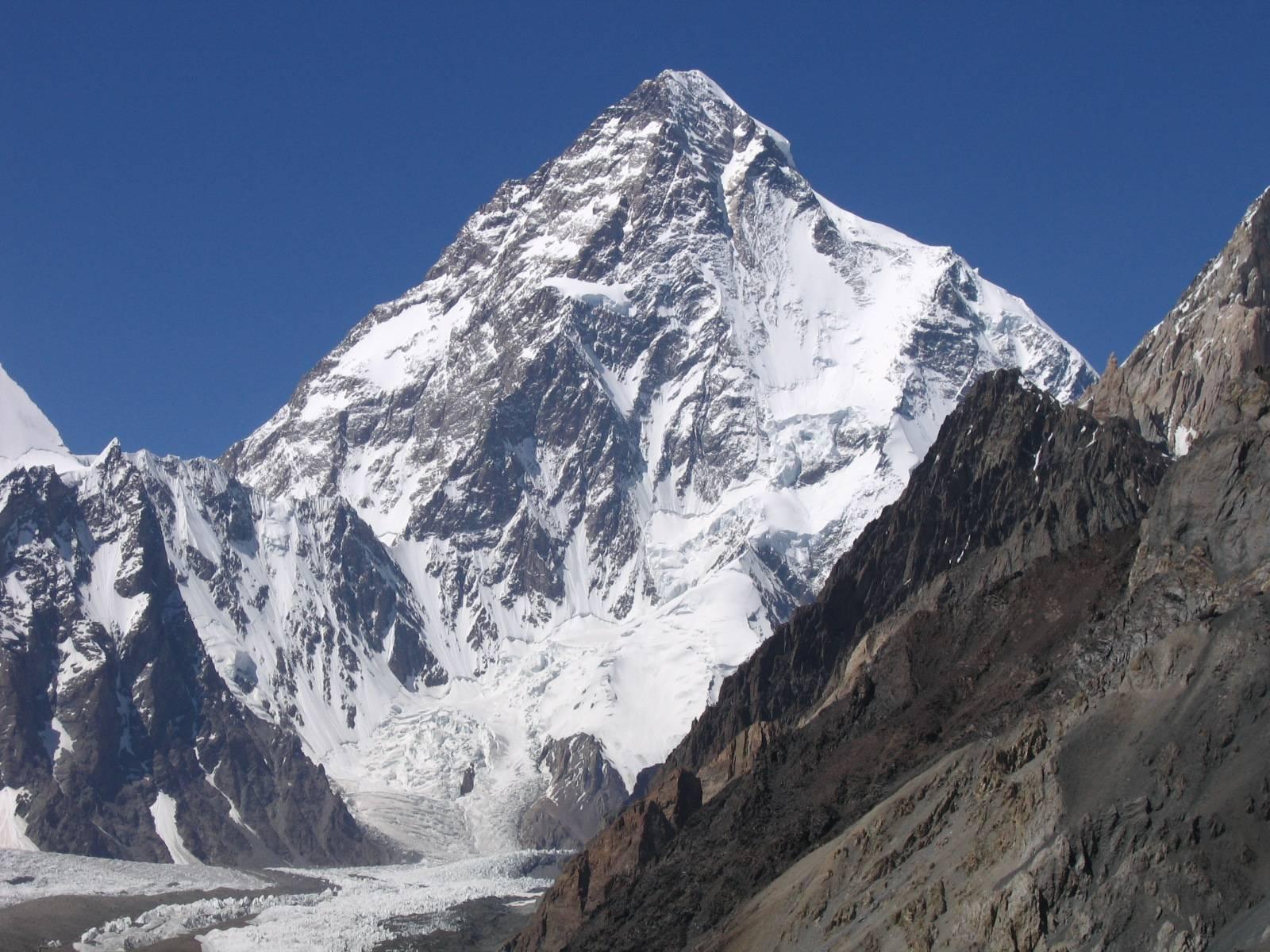
2. K2, nejvyšší vrchol pohoří Karákóram
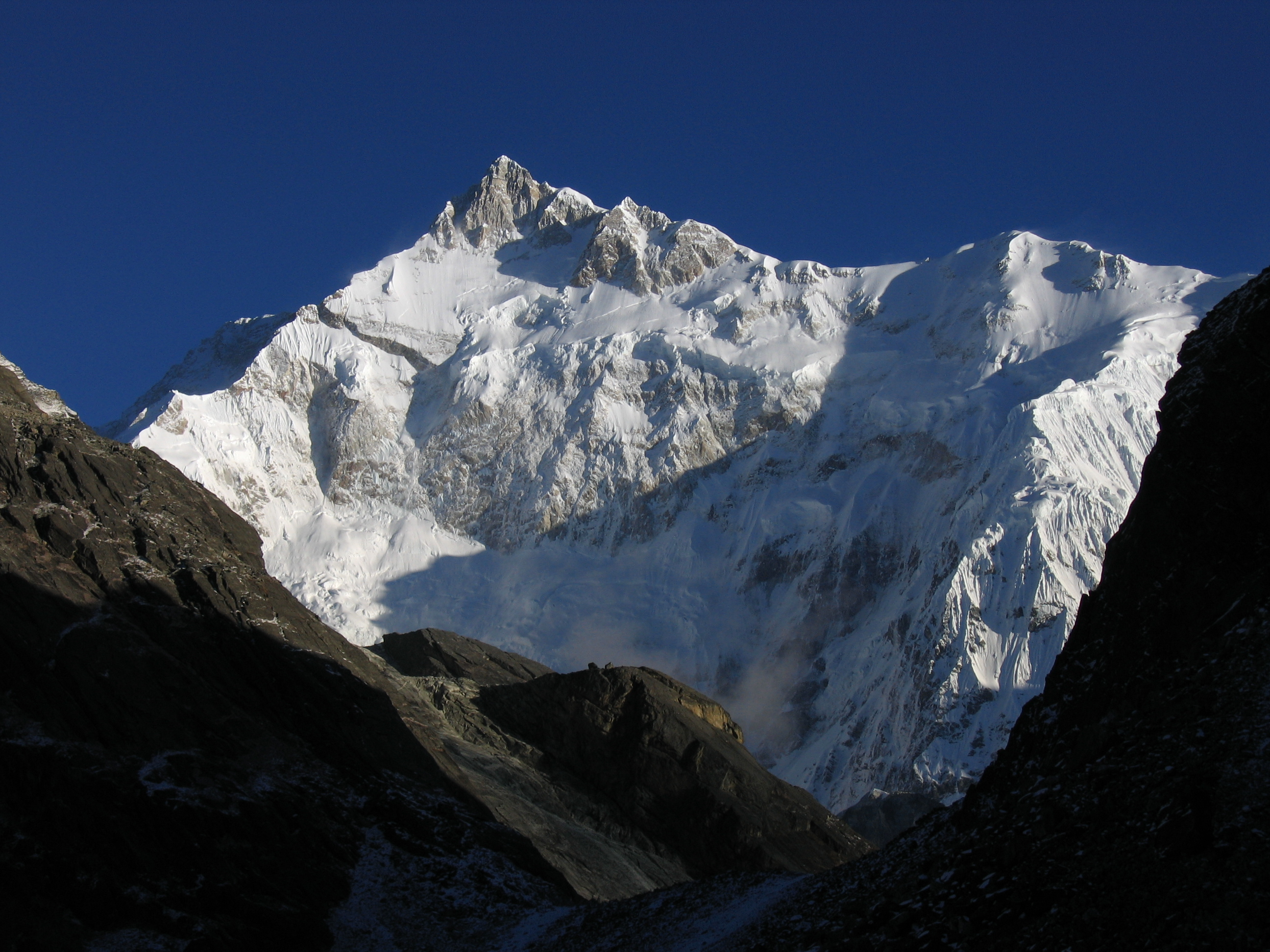
3. Kančendženga, Himálaj
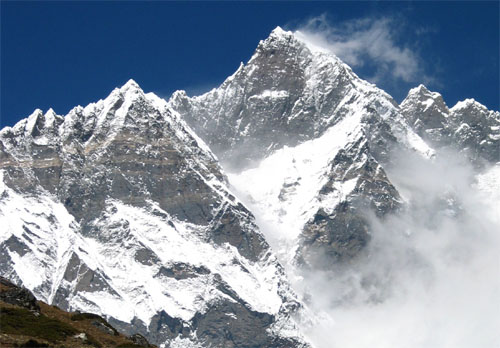
4. Lhoce, Himálaj
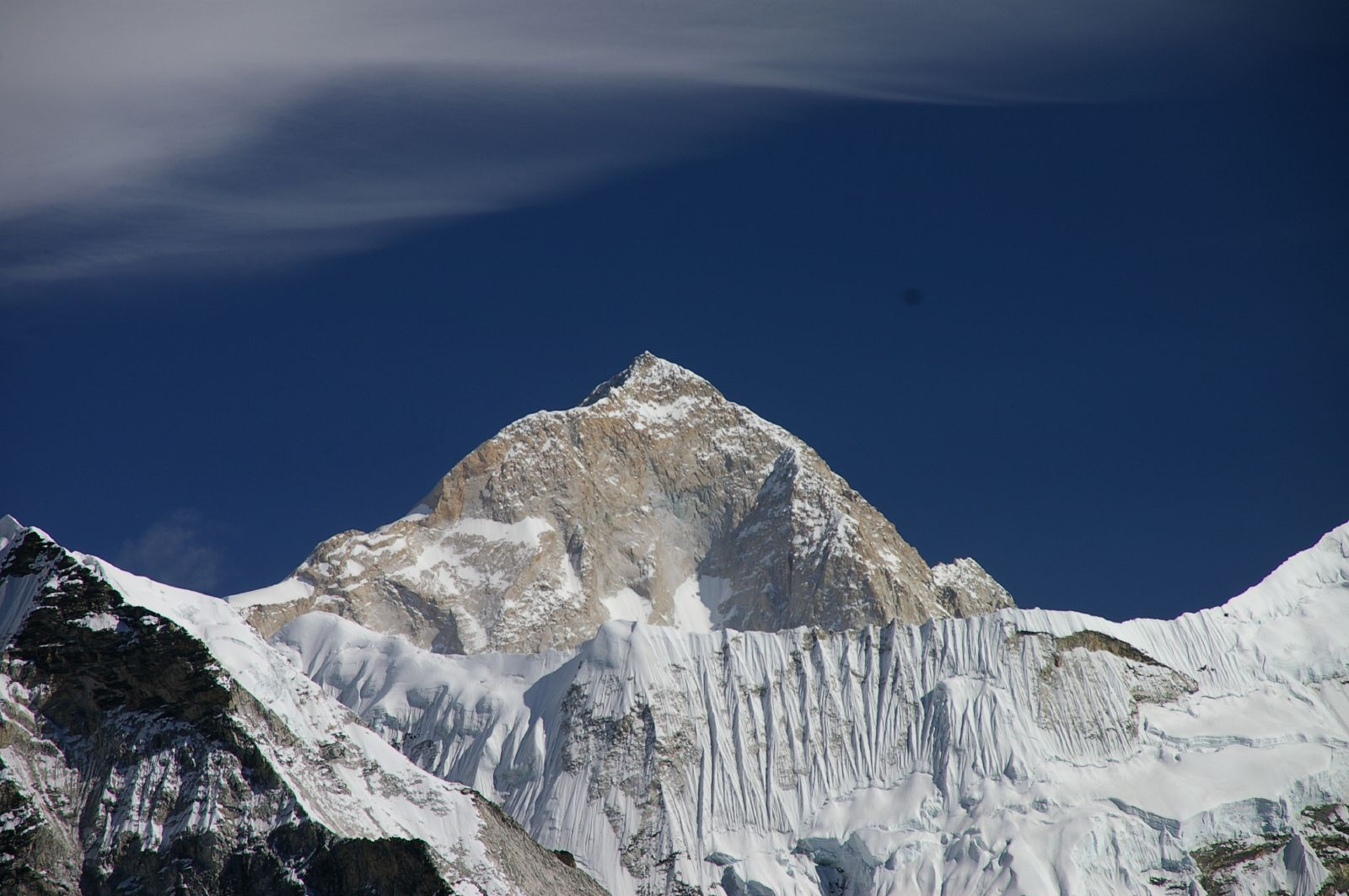
5. Makalu, Himálaj
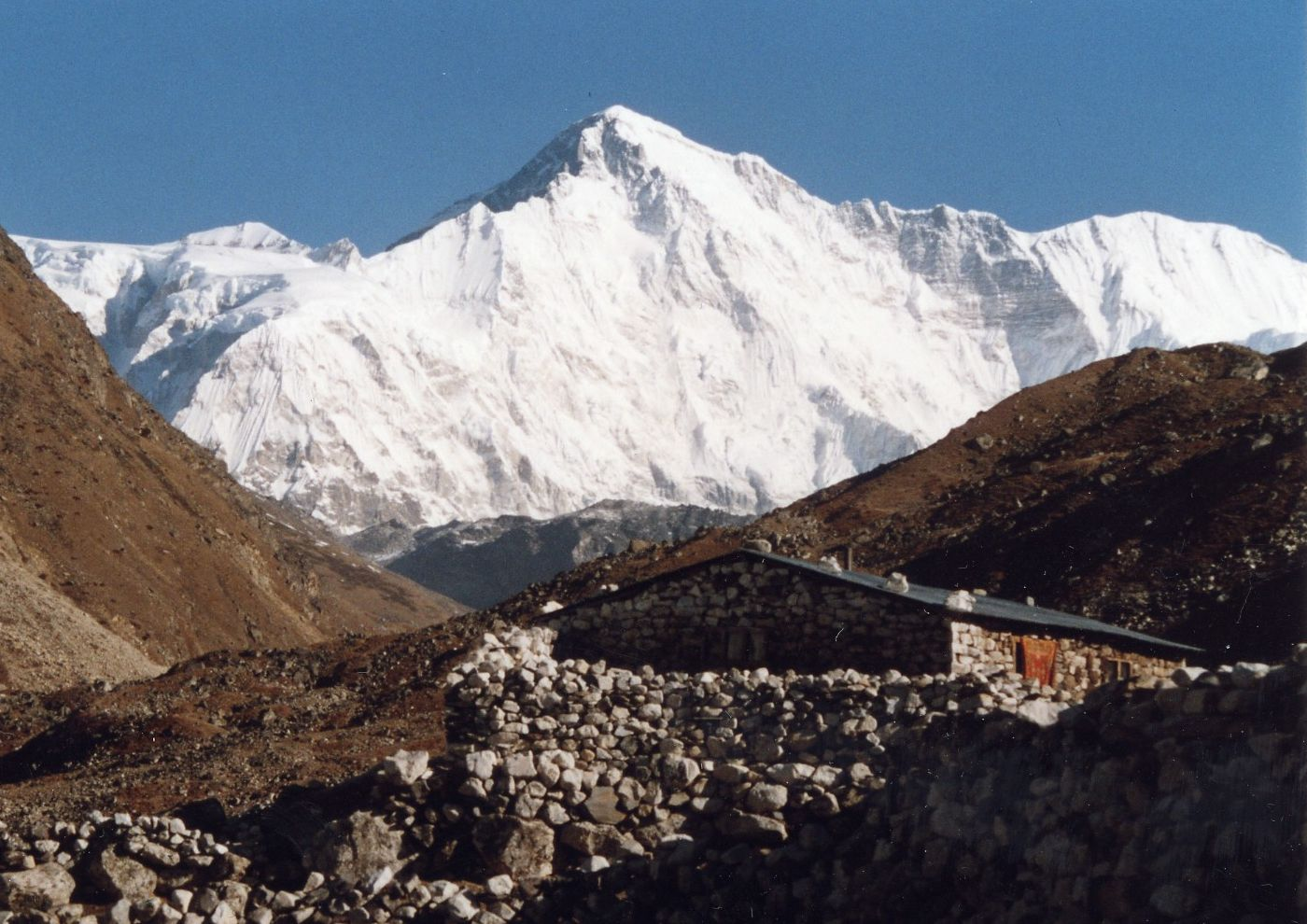
6. Čo Oju, Himálaj
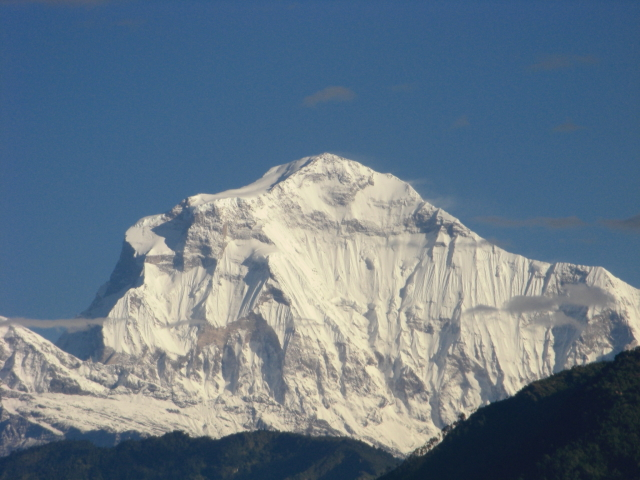
7. Dhaulágirí, Himálaj
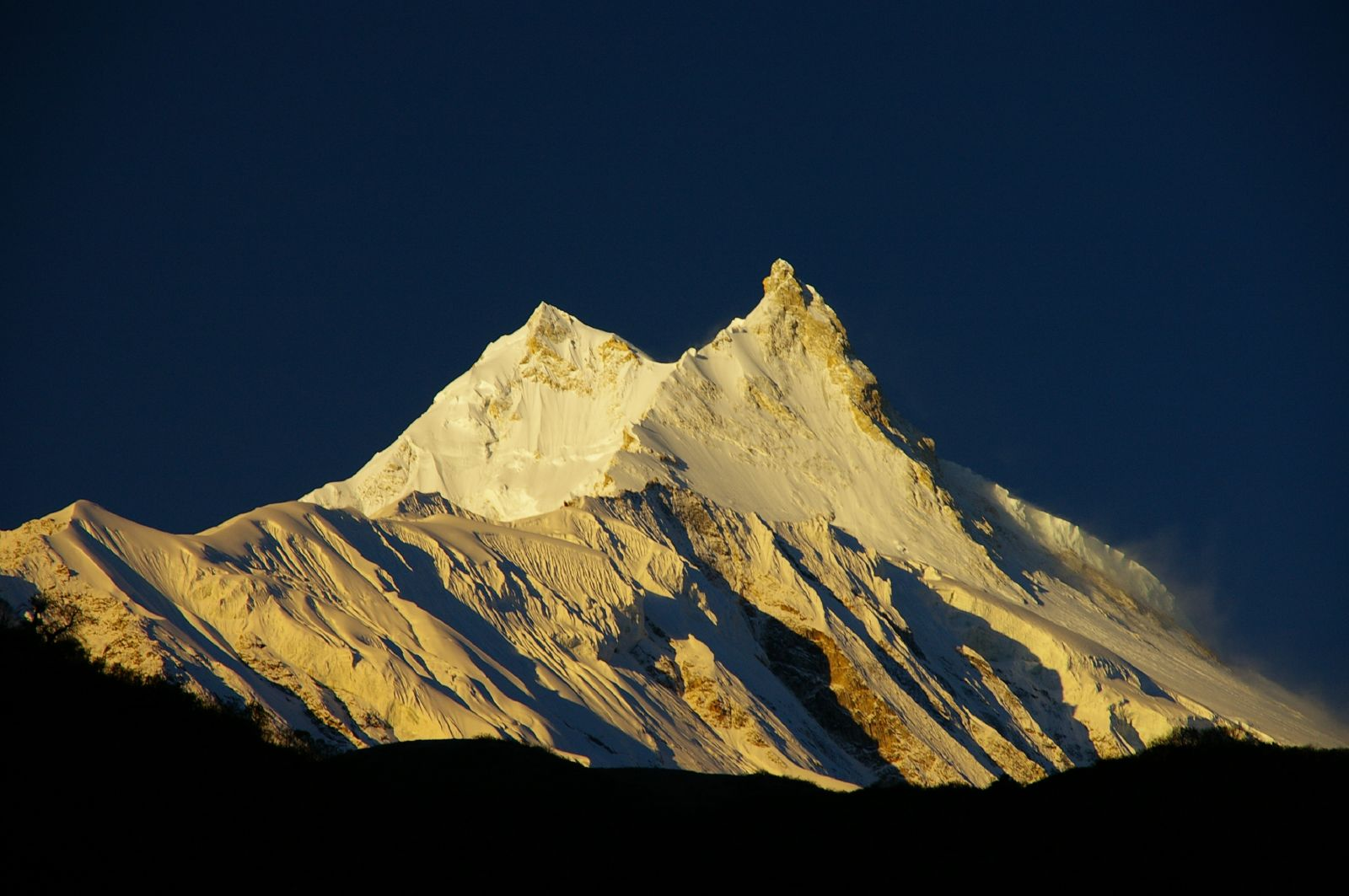
8. Manáslu, Himálaj
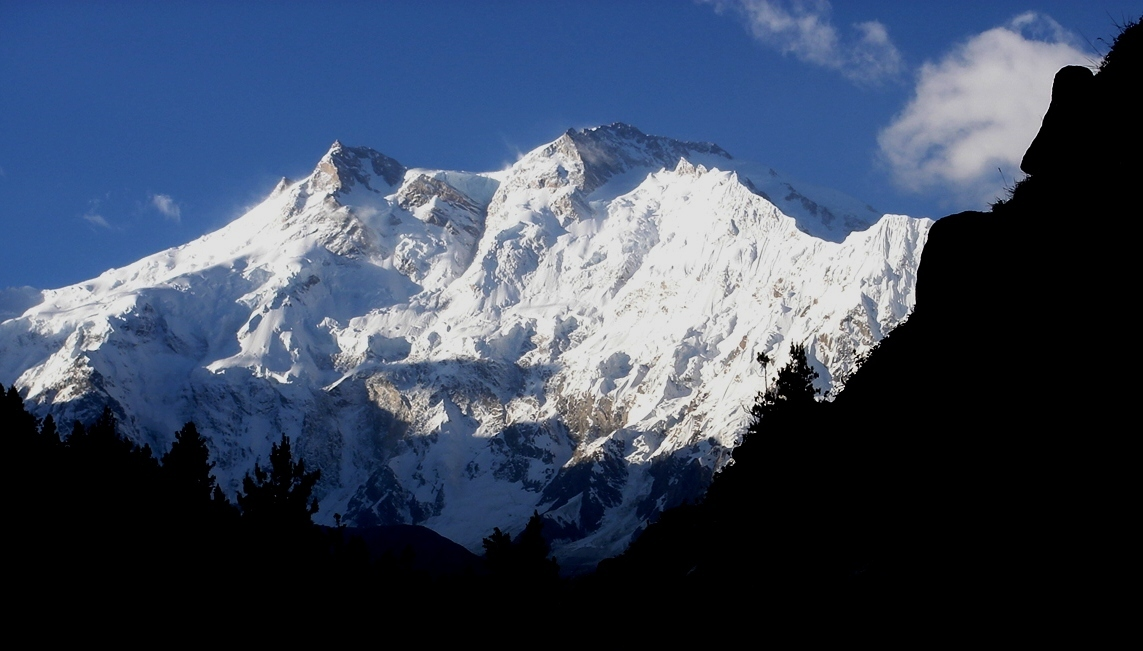
9. Nanga Parbat, Himálaj
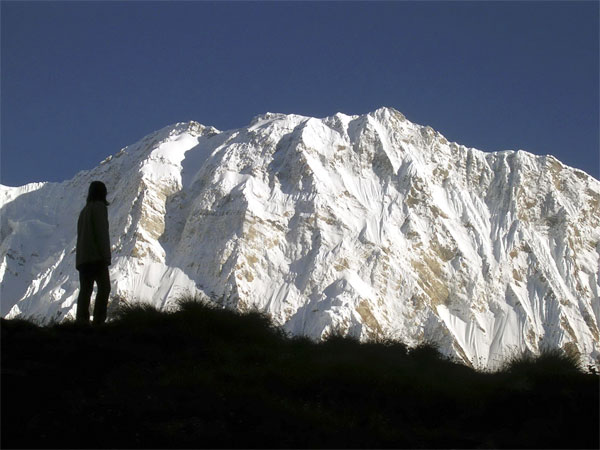
10. Annapurna, Himálaj
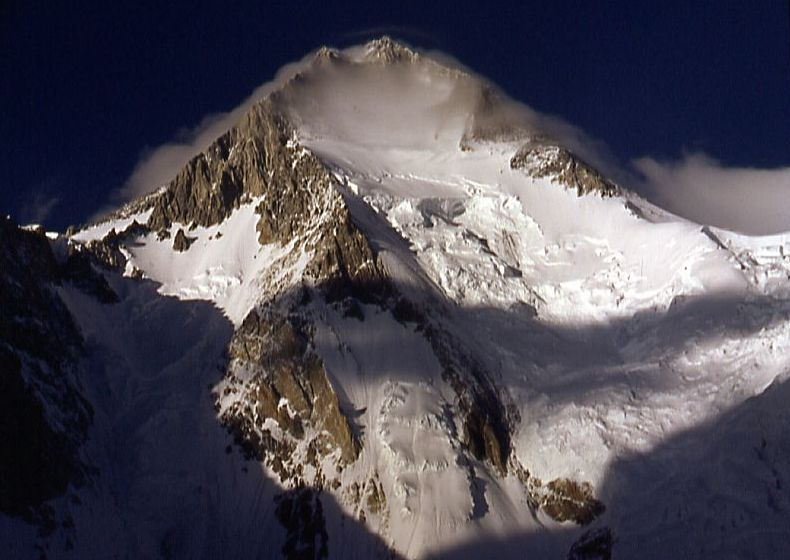
11. Gašerbrum I, Karákóram
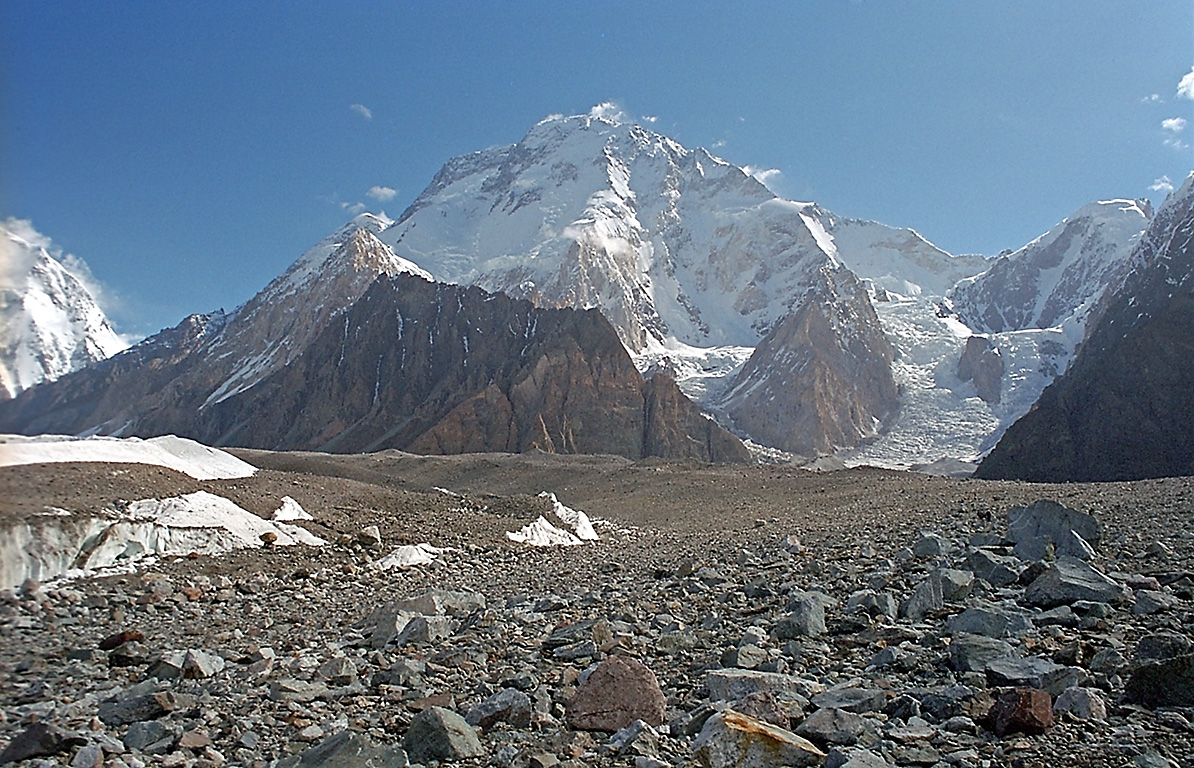
12. Broad Peak, Karákóram
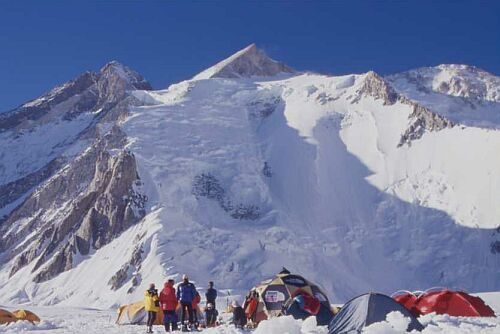
13. Gašerbrum II, Karákóram
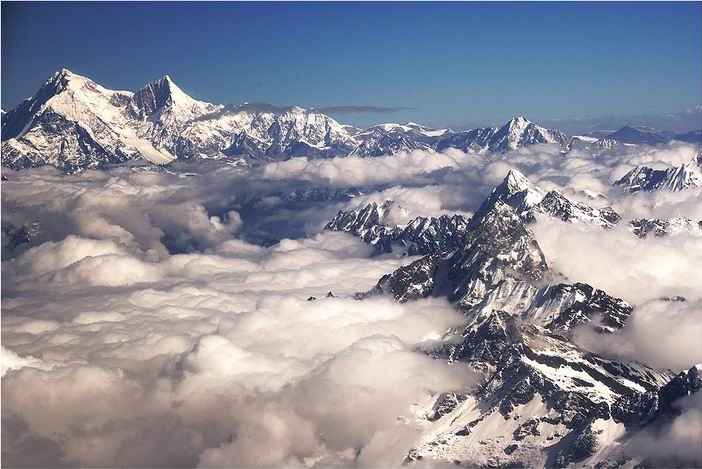
14. Šiša Pangma, Himálaj

## Jiné nejvyšší hory podle způsobu měření
Everest je horou, jejíž vrcholek je nejvýše nad mořskou hladinou. Za nejvyšší horu světa může být označena také Mauna Kea na Havaji, která je nejvyšší horou od své základny na oceánském dně. Mauna Kea takto přesahuje 10 km, ale nad moře ční pouhými 4205 metry. 
Další horou, jež by podle určité definice mohla být nejvyšší, je Chimborazo v Ekvádoru, a to jako místo zemského povrchu nejvzdálenější od středu Země. Vrchol Chimboraza je od zemského středu o 2168 metrů dále než vrchol Everestu – podle této definice Chimborazo měří 6384,4 km a Everest pouze 6382,3 km. Příčinou tohoto rozdílu je zploštění Země, resp. zemská rotace, která deformuje tvar Země i mořské hladiny, od níž se výška standardně měří. Přitom podle nadmořské výšky není Chimborazo se svými 6310 metry ani nejvyšší horou And, zmíněné prvenství má díky své poloze blízko rovníku.
Pro zajímavost lze ještě uvést, že nejhlubší místo oceánského dna prohlubeň Challenger v Marianském příkopu je hlouběji pod mořskou hladinou, než je Everest nad ní.
Pokud by se za svět považoval celý známý vesmír, existují mnohem vyšší hory na jiných planetách. Nejvyšší známou horou ve sluneční soustavě je Olympus Mons na Marsu, vysoký zhruba 21 až 27 km (podle různých definic – na Marsu není žádná vztažná hladina moře).